# Chiese della Comunità della Valle dei Laghi
Questa voce include tutte le chiese cristiane situate entro i confini della Comunità della Valle dei Laghi, nella provincia autonoma di Trento. 
Gli edifici sono elencati in liste suddivise per comune; includono oltre trenta chiese consacrate (sebbene non tutte officiate regolarmente), a cui si aggiunge una decina di cappelle. Gli edifici di culto appartengono tutti alla confessione cattolica e fanno parte dell'arcidiocesi di Trento.

## Comune di Cavedine
| Esterno                        | Interno | Nome | Periodo storico                                   | Ubicazione                                                 | Informazioni |
| ------------------------------ | ------- | --- | ------------------------------------------------- | ---------------------------------------------------------- | --- |
|                                |         | Chiesa di Sant'Antonio | Citata XVI secolo                                 | Stravino, via Dante 46°00′13.82″N 10°59′05.47″E            | Parrocchiale. La chiesa è citata nel 1537; venne ampliata nel 1558-60 e poi ancora nel 1875-76. L'elevazione a parrocchia è del 1959. |
|                                |         | Chiesa di San Biagio | XIII secolo                                       | Vigo Cavedine, piazza Chiesa 45°58′43.1″N 10°58′51.86″E    | Parrocchiale. Costruita verso il 1250; venne ampliata nel 1768 con l'allungamento della navata, e nel 1906-07 con l'inserimento delle navate laterali; è parrocchiale dal 1919. |
|                                |         | Chiesa di Santa Maria Assunta                                                                                               | Fondata XII secolo, edificio odierno XVIII secolo | Cavedine, via Armando Diaz 45°59′48.6″N 10°58′19″E         | Costruita probabilmente nel 1183, venne poi riedificata nel 1496 e di nuovo nel 1776-83. |
|                                |         | Chiesa dei Santi Martiri, o di San Rocco e dei Diecimila Santi Martiri                                                      | Fondata XVI secolo, edificio odierno XIX secolo   | Cavedine, via Roma 2 45°59′37.7″N 10°58′27.7″E             | Una prima chiesa venne costruita nel 1575; venne poi riedificata nel 1815-20; nel 1863 venne aggiunta la cella campanaria. |
|                                |         | Chiesa di San Rocco | XX secolo                                         | Brusino, via San Rocco 45°59′11.3″N 10°58′24.9″E           | Edificata nel 1954. |
|                                |         | Chiesa dei Santi Rocco, Fabiano e Sebastiano                                                                                | Citata XVI secolo                                 | Brusino, via alla Chiesa 45°59′13.1″N 10°58′32.8″E         | Citata nel 1537; venne ampliata tra il 1560 e il 1597, e poi nel 1901-02. |
|                                |         | Chiesa di Sant'Udalrico | XII secolo                                        | Vigo Cavedine, via Sant'Udalrico 45°58′30.2″N 10°58′30.5″E | Costruita probabilmente nel XII secolo, e ampliata nel corso del Cinquecento. |
| Cappelle                       |         | |                                                   |                                                            | |
|                                |         | Cappella della Madonna dell'Aiuto, o di Maria Ausiliatrice                                                                  | XIX secolo                                        | Coste 45°58′12.8″N 10°57′53.9″E                            | Costruita nel 1888, ampliata nel 1899. |
|                                |         | Cappella della Madonna di Lourdes, o cappella della Madonna e delle S.S. Anime del Purgatorio, o della Madonna della Grotta | XX secolo                                         | Cavedine 45°59′39.6″N 10°58′12.3″E                         | Costruita nel 1930, e ampliata con la sagrestia otto anni dopo. |
|                                |         | Cappella di San Rocco | XIX secolo                                        | Brusino, via San Rocco 45°58′59.1″N 10°58′30.7″E           | Costruita nel 1836 a seguito di un'epidemia di colera. |
| Chiese sconsacrate o scomparse |         | |                                                   |                                                            | |
|                                |         | Cappella o chiesetta di San Giovanni Evangelista                                                                            |                                                   | Cavedine                                                   | Sita non distante dalla chiesa parrocchiale, venne demolita nel 1646. |
|                                |         | Chiesa di San Lorenzo |                                                   | Colle di San Lorenzo sopra a Cavedine                      | Chiusa nel 1751, venne demolita nel 1773. |
|                                |         | Chiesa di Santo Stefano | XV secolo                                         | Cavedine                                                   | Costruita nel 1498, era dotata di cimitero e campanile; l'altare venne consacrata nel 1512 dal vescovo ausiliario Michele Iorba. Chiusa per ordine vescovile nel 1751, venne demolita nel 1776, e i materiali riutilizzati per la ricostruzione della chiesa di Santa Maria Assunta. Sul sito dove sorgeva venne eretta una via Crucis. |

## Comune di Madruzzo
| Esterno                        | Interno | Nome                                                                    | Periodo storico                                 | Ubicazione                                                             | Informazioni |
| ------------------------------ | ------- | ----------------------------------------------------------------------- | ----------------------------------------------- | ---------------------------------------------------------------------- | --- |
|                                |         | Chiesa dei Caduti di tutte le guerre, o chiesetta degli alpini          | XX secolo                                       | Località Campo 46°01′58.6″N 11°01′23″E                                 | Costruita tra il 1969 e il 1971 per iniziativa dell'ANA di Lasino. |
|                                |         | Chiesa della Madonna del Carmine                                        | XIX secolo                                      | Sarche, via Toblino 1 46°02′52.2″N 10°57′11.28″E                       | Parrocchiale. Costruita nel 1887-89 per volontà del vescovo Eugenio Carlo Valussi, al posto della chiesa conventuale dell'Assunta che venne contestualmente demolita. È parrocchiale dal 1943. |
|                                |         | Chiesa di Santa Maria Assunta                                           | Citata XIII secolo, edificio odierno XVI secolo | Calavino, piazza Maria Assunta 46°02′48.62″N 10°59′06.67″E             | Parrocchiale. È citata nel 1236 in occasione di una sua ricostruzione, ma la fondazione potrebbe essere antecedente di qualche secolo; venne nuovamente riedificata tra il 1524 e il 1549; tra il 1668 e il 1676 venne inserita una cappella laterale dedicata al rosario.                                                                                    |
|                                |         | Chiesa di Santa Maria Assunta                                           | XX secolo                                       | Lagolo, via della Malga 46°02′11.3″N 11°00′16.8″E                      | L'edificio sorse come malga nel 1905, e venne riadattato a chiesa tra il 1960 e il 1970. |
|                                |         | Chiesa di Santa Maria Lauretana                                         | XVII secolo                                     | Castel Madruzzo 46°02′09.1″N 10°59′11.7″E                              | Eretta tra il 1645 e il 1650; nel 1749 venne sopraelevato il campanile. |
|                                |         | Chiesa dei Santi Mauro, Grato e Giocondo, o chiesa dei Santi di Corgnon | XVI secolo                                      | Calavino, via Giuseppe Garibaldi 46°02′50.1″N 10°58′36.7″E             | Costruita nel 1599. |
|                                |         | Chiesa della Natività di Maria                                          | XX secolo                                       | Pergolese, piazza don V. Pisoni 46°01′35.4″N 10°57′34″E                | Parrocchiale. Costruita nel 1905-12; i campaniletti vennero aggiunti nel 1947. È parrocchiale dal 1962. |
|                                |         | Chiesa di San Pietro                                                    | Citata XV secolo, edificio odierno XIX secolo   | Lasino, via Roma 46°01′36.3″N 10°58′56.9″E                             | Parrocchiale. Citata nel 1491; venne ricostruita verso la fine del XVI secolo, e poi ampliata nel 1736; venne di nuovo riedificata tra il 1871 e il 1881, mantenendo solo il presbiterio della struttura precedente. È parrocchiale dal 1938. |
|                                |         | Chiesa di San Siro                                                      | XII secolo                                      | Lasino 46°01′33.7″N 10°58′38.2″E                                       | È attestata nel XII secolo, intitolata a san Procolo; tra il XIII e il XIV venne alzato il campanile, mentre la chiesa fu oggetto di ampliamenti nel 1484, nel 1610 e nel 1890. |
|                                |         | Chiesa della Santissima Trinità                                         | XVIII secolo                                    | Calavino, via SS. Trinità 10 46°02′35.5″N 10°59′02.7″E                 | Costruita tra il 1723 e il 1750 per volere di Giuseppe Schreck, proprietario di una casa adiacente. |
| Cappelle                       |         |                                                                         |                                                 |                                                                        | |
|                                |         | Cappella di Sant'Antonio di Padova                                      | XVII secolo                                     | Castel Toblino 46°03′17.24″N 10°58′03.26″E                             | Edificata nel 1688 per volontà di Gaudenzio Fortunato, conte di Wolkenstein. |
|                                |         | Cappella del Santo Crocifisso                                           | Citata XVIII secolo                             | Lasino, via Lagolo 46°01′38.7″N 10°59′04.4″E                           | Esistente sicuramente nel 1755. |
|                                |         | Cappella di San Pietro                                                  | XVIII secolo                                    | Calavino 46°02′45.89″N 10°58′56.58″E                                   | Cappella situata nel cortile di casa Negri; eretta nel 1730 e restaurata nel 1896, era dedicata in origine a san Costantino, a sant'Antonio e alla Madonna del Carmine. |
| Chiese sconsacrate o scomparse |         |                                                                         |                                                 |                                                                        | |
|                                |         | Chiesa di San Giovanni                                                  | Documentata XIV secolo                          | Dosso di San Giovanni sotto al Monte Casale 46°02′52.8″N 10°56′26.41″E | Chiesa adiacente al romitorio del Casale, esistente nel Trecento e documentata sino al 1686. Dalla successiva visita pastorale (1723) non viene mai più menzionata, ed è possibile che sia andata distrutta durante l'invasione del 1703. Della chiesa non rimane più alcunché, mentre l'edificio dell'eremo esiste ancora, convertito in abitazione privata. |
|                                |         | Chiesa di Santa Maria Assunta                                           | XIV secolo                                      | Sarche                                                                 | Chiesa gotica del piccolo convento dei Padri Celestini, fondato nel 1325 e situato accanto all'attuale chiesa parrocchiale. Il convento non superò mai i tre religiosi, e funse principalmente da ospizio per viandanti; esso venne soppresso nel 1778, e la chiesetta venne quasi completamente demolita.                                                    |
|                                |         | Chiesa di San Tommaso di Canterbury, o di San Tomaso Becket             | Documentata XVI secolo                          | A ovest di Castel Madruzzo 46°02′13.46″N 10°59′01.92″E                 | Attestata nel 1537, demolita verso la fine del Settecento |

## Comune di Vallelaghi
| Esterno                        | Interno | Nome                                 | Periodo storico                                 | Ubicazione                                                        | Informazioni |
| ------------------------------ | ------- | ------------------------------------ | ----------------------------------------------- | ----------------------------------------------------------------- | --- |
|                                |         | Chiesa di Sant'Andrea                | Citata XII secolo, edificio odierno XIX secolo  | Terlago, via Defant 46°05′51.28″N 11°02′43.25″E                   | Parrocchiale. La chiesa è citata per la prima volta nel 1183; venne ampliata nel 1667, e poi riedificata nel 1850-52. |
|                                |         | Chiesa dei Santi Angeli Custodi      | XIX secolo                                      | Monte Terlago, via per Val Manega 1, 46°06′35.5″N 11°02′17.6″E    | Costruita nel 1891. |
|                                |         | Chiesa di Sant'Antonio Abate         | Fondata XIV secolo, edificio odierno XIX secolo | Lon, via alla Chiesa 46°05′03.7″N 10°59′35.8″E                    | Una prima chiesa sul posto venne edificata probabilmente nel XIV secolo, anche se la prima citazione documentale è del 1537. Venne poi riedificata nel 1892-93. |
|                                |         | Chiesa di San Bartolomeo             | Citata XV secolo, edificio odierno XIX secolo   | Fraveggio, via di San Bartolomeo 46°04′47.92″N 10°59′26.21″E      | Parrocchiale. La chiesa è citata per la prima volta nel 1491; questa struttura venne completamente ricostruita nel 1831-32; l'elevazione a parrocchiale è del 1960. |
|                                |         | Chiesa dei Santi Filippo e Giacomo   | Citata XVI secolo                               | Padergnone, via Montagnola 25 46°03′43.2″N 10°59′24.8″E           | La prima citazione è del 1520; venne ampliata nel 1634 con l'allungamento della navata, e nel 1782 con l'allargamento del presbiterio; fu parrocchiale dal 1958, poi venne sostituita dalla chiesa della Regina della Pace. |
|                                |         | Chiesa di San Filippo Neri           | XVII secolo                                     | Terlago, via della Filanda 46°05′57.2″N 11°02′35.5″E              | Costruita nella prima metà del Seicento (è documentata nel 1654), era una cappella privata, legata alla famiglia Merlo. |
|                                |         | Chiesa di San Giacomo Maggiore       | Citata XV secolo, edificio odierno XIX secolo   | Covelo, via Villa Alta 46°05′52.34″N 11°01′07.12″E                | Parrocchiale. La prima citazione della chiesa, dedicata allora a san Floriano, è del 1421; venne ricostruita nel 1497, e intitolata ai santi Matteo e Floriano, e poi di nuovo in un periodo imprecisato tra il 1580 e il 1637, con la dedicazione a san Giacomo; fu ricostruita per la terza volta nel 1860. L'edificio cadde in rovina durante la seconda guerra mondiale, e venne restaurato tra nel 1923-24.   |
|                                |         | Chiesa di San Lorenzo                | Fondata XIV secolo, edificio odierno XIX secolo | Ciago 46°05′25.1″N 11°00′15.4″E                                   | La prima citazione è del 1491 (allora intestata ai santi Dionigi, Rustico ed Eleuterio), ma un prima chiesa sul posto risale forse al XIV secolo; nel 1580 è attestata con l'intitolazione ai santi martiri anauniesi. Venne ricostruita nel 1866-68, e ridedicata a san Lorenzo. |
|                                |         | Chiesetta di Santa Maria             |                                                 | Monte Gazza 46°07′04.71″N 10°59′34.85″E                           | Chiesetta alpina, costruita presso Malga Covelo nel 1954, restaurata e dotata di un campaniletto nel 2008. |
|                                |         | Chiesa di Santa Maria Maddalena      | XVI secolo                                      | Margone, via Don Eugenio Plotegher 46°04′06.5″N 10°57′45.5″E      | Costruita verso il 1569, poi ampliata nel 1869. |
|                                |         | Chiesa di Santa Massenza             | Citata XII secolo, edificio odierno XVI secolo  | Santa Massenza, piazza di San Vigilio 46°04′07.24″N 10°58′57.26″E | Parrocchiale. Una prima chiesa è citata nel 1198; venne riedificata tra il 1480 e il 1520, e poi ampliata nel 1872 con la costruzione della navata. L'elevazione a parrocchia è del 1963. |
|                                |         | Chiesa di San Nicolò                 | Citata XVI secolo                               | Ranzo, piazza don Adolfo Amistadi 46°03′49.7″N 10°56′36.04″E      | Parrocchiale. La sua esistenza è attestata nel 1527; le navate laterali vennero aggiunte nel 1927; è parrocchiale dal 1960. |
|                                |         | Chiesa di San Pantaleone             | XV secolo                                       | Terlago, via Roma 46°05′23.5″N 11°02′53.8″E                       | Una prima chiesetta esisteva sul posto probabilmente nella seconda metà del Quattrocento; essa venne in parte riedificata all'inizio del Cinquecento. |
|                                |         | Chiesa della Regina della Pace       | XX secolo                                       | Padergnone, via Nazionale 46°03′41.7″N 10°59′17.8″E               | Parrocchiale. Costruita tra il 1964 e il 1967. |
|                                |         | Chiesa di San Valentino              | Attestata IX secolo, edificio odierno XV secolo | A metà strada tra Vezzano e Padergnone 46°04′09.4″N 10°59′36.2″E  | Una cappella sul posto è attestata nell'860; essa venne riedificata nel 1496, e nell'Ottocento si ebbero diversi restauri, oltre all'aggiunta del campanile a vela nel 1898. |
|                                |         | Chiesa dei Santi Vigilio e Valentino | Fondata VI secolo, edificio odierno XX secolo   | Vezzano, piazza San Valentino 46°04′43.1″N 11°00′02.6″E           | Parrocchiale. Una prima cappella venne fondata nel VI secolo. Essa fu ricostruita nel 1200, e il campanile venne sopraelevato nel 1578. L'edificio venne ricostruito di nuovo totalmente, eccezion fatta per il campanile, nel 1907-09. |
| Cappelle                       |         |                                      |                                                 |                                                                   | |
|                                |         | Cappella dei Santi Anna e Vigilio    | XIX secolo                                      | Ranzo, via di San Vili 46°03′35.9″N 10°56′22.9″E                  | Costruita nel 1887, è stata restaurata nel 1968; è situata lungo il "sentiero di San Vili", tramite il quale, secondo la tradizione, il corpo martirizzato di san Vigilio venne portato dalla val Rendena fino a Trento. |
|                                |         | Cappella di Sant'Antonio di Padova   | XIX secolo                                      | Margone, via di Sant'Antonio 46°04′11″N 10°58′08.9″E              | Costruita nel 1868, venne restaurata nel 1965. |
|                                |         | Cappella del Crocifisso              | XIX secolo                                      | Padergnone, via Montagnola 46°03′32.6″N 10°59′31.3″E              | Cappella cimiteriale, costruita nel 1886 e consacrata nel 1891. |
|                                |         | Cappella del Crocifisso              | XIX secolo                                      | Santa Massenza, via di Maiano 46°04′16″N 10°58′59.4″E             | Cappella cimiteriale, costruita nel 1881. |
|                                |         | Cappella dell'Immacolata             | XIX secolo                                      | Le Vallene, strada dei Laghi di Lamar 46°06′41.65″N 11°02′44.35″E | Edificata nel 1868. |
|                                |         |                                      |                                                 | Vezzano, via Nanghel 46°04′52″N 11°00′08.8″E                      | Cappella cimiteriale, costruita tra il 1920 e il 1925 in memoria dei caduti nella prima guerra mondiale; è stata affrescata da Marco Bertoldi nel 1982 e restaurata nel 1993. |
| Chiese sconsacrate o scomparse |         |                                      |                                                 |                                                                   | |
|                                |         | Cappella di Sant'Anna                |                                                 | Terlago, via Crosara 46°05′56.04″N 11°02′51.39″E                  | Cappella di Palazzo Altenburger, costruita nel Duecento (entro il 1250); è sconsacrata e, al 2012, versava in condizioni di grave degrado. |
|                                |         | Chiesa di San Martino                | Fondata ante-XIII secolo                        | Posizione isolata a est di Padergnone 46°03′48.52″N 10°59′43.58″E | Sicuramente esistente nel 1208, è però di fondazione assai precedente; risultava diroccata già verso la metà del Cinquecento, e venne ricostruita dagli abitanti di Vezzano e riconsacrata nel 1574. Restaurata nel 1653, subì gravi danni durante l'invasione del 1703 e poi ancora nel periodo napoleonico; caduta nuovamente in degrado, si decise di dismetterla nel 1819, e ne restano ora soltanto i ruderi. |